# Vyškovce nad Ipľom
Vyškovce nad Ipľom (bis 1948 slowakisch „Vyškovce“ – bis 1927 „Viška“ oder „Viškovce“; ungarisch Ipolyvisk – bis 1907 Visk) ist eine Gemeinde im Westen der Slowakei mit 652 Einwohnern (Stand 31. Dezember 2024), die zum Okres Levice, einem Teil des Nitriansky kraj, gehört.

## Geographie

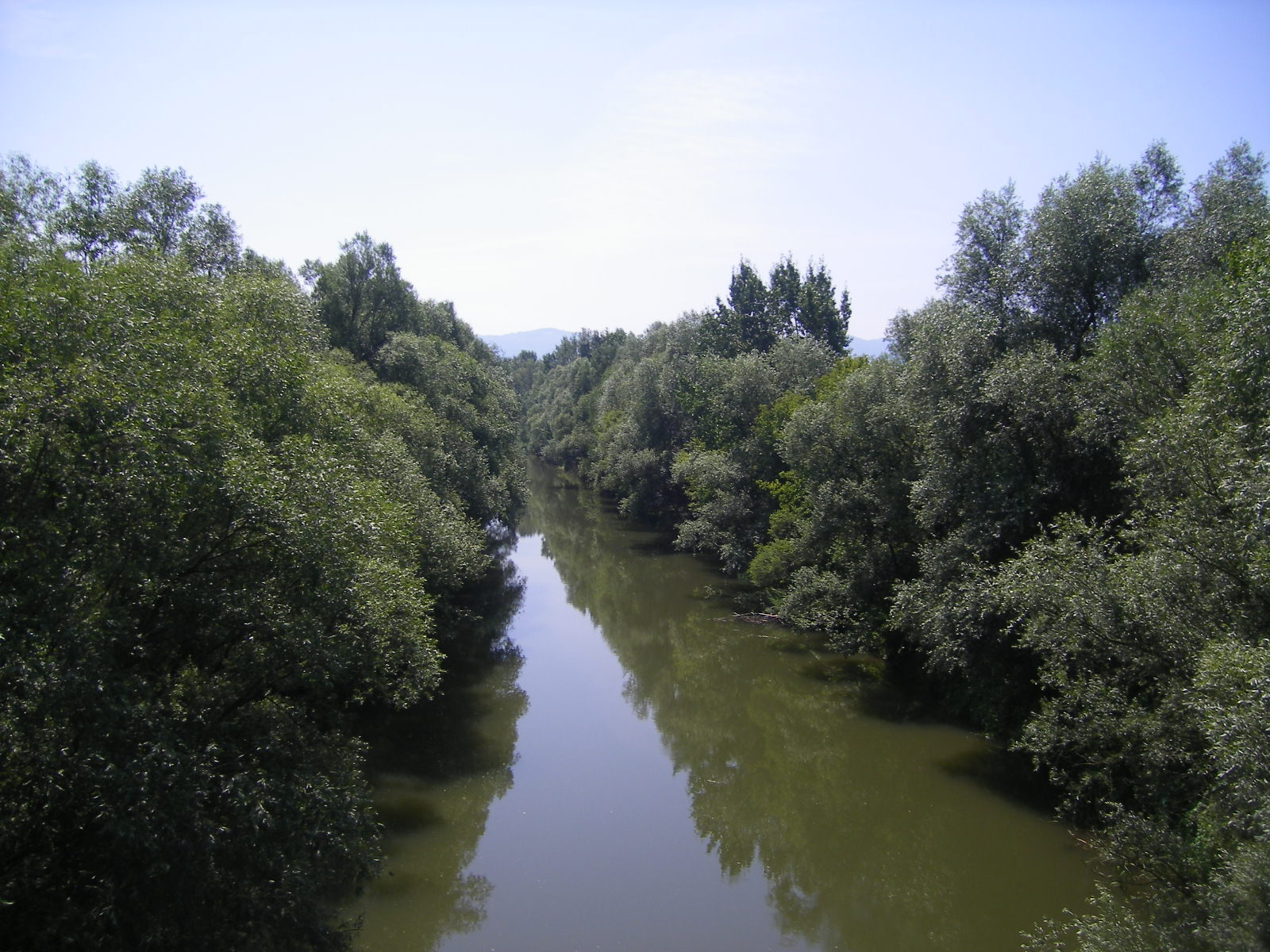
Der Ipeľ bei Vyškovce nad Ipľom

Die Gemeinde befindet sich im Ostteil des slowakischen Donautieflands am rechten Ufer des Ipeľ und gleichzeitig an der inneren Seite von dessen Schleife. Etwas nördlich nimmt der Ipeľ den Zufluss Štiavnica auf. Jenseits des Flusses verläuft die Bahnstrecke von Čata nach Šahy und parallel dazu die Grenze zu Ungarn. Das Ortszentrum liegt auf einer Höhe von 123 m n.m. und ist neun Kilometer von Šahy sowie 31 Kilometer von Levice entfernt.
Nachbargemeinden sind Dolné Semerovce im Norden, kurz Hrkovce im Nordosten, Šahy im Osten, Bernecebaráti und Tésa (beide in Ungarn) im Süden, Kubáňovo im Westen und Sazdice im Nordwesten.

## Geschichte

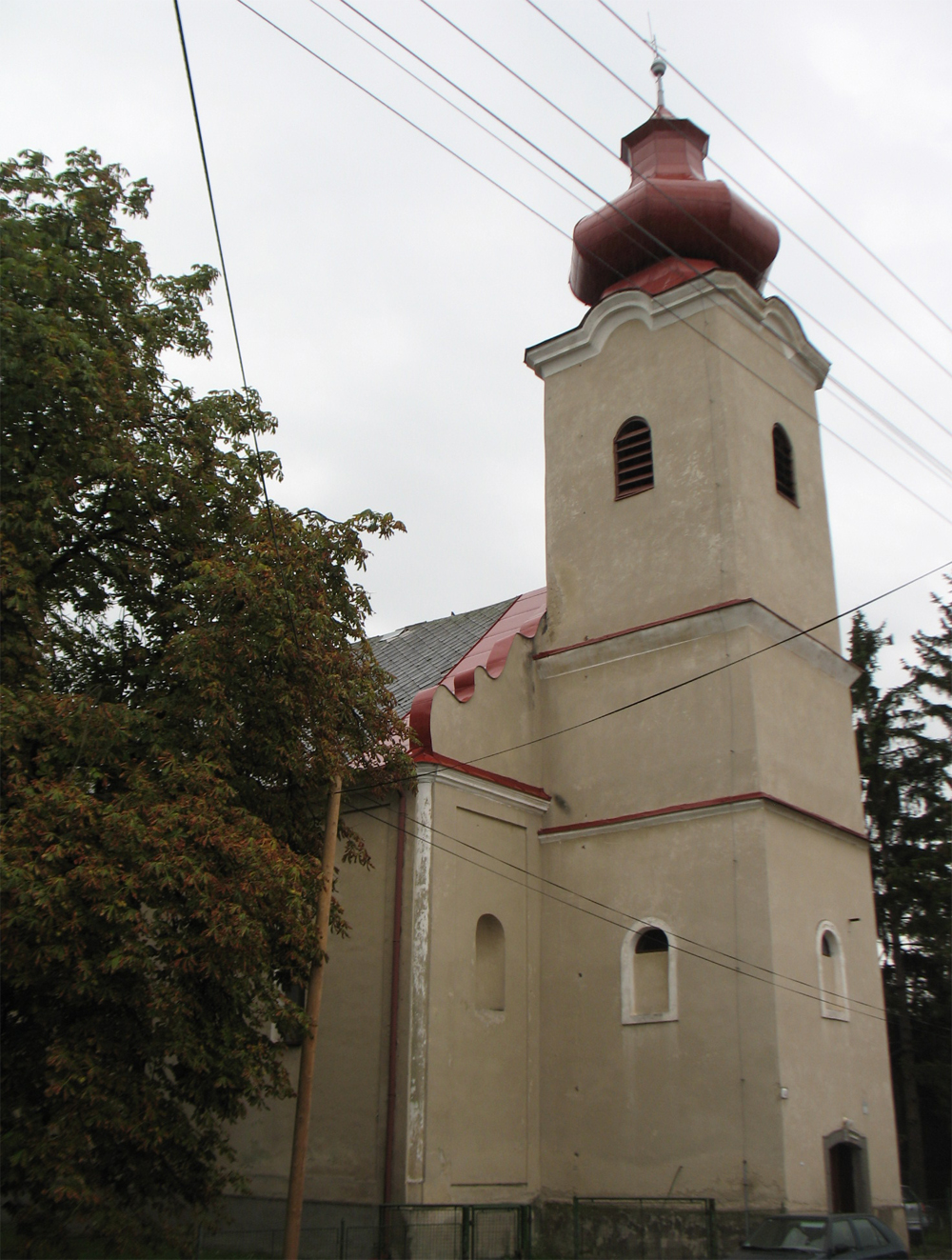
Kirche von Vyškovce nad Ipľom

Der Ort ist ein alter Siedlungsplatz und seit der Steinzeit kontinuierlich besiedelt. Archäologische Funde stammen aus der Zeit der Bandlinearkeramischen Kultur, aus einer Siedlung der Maďarovce-Kultur sowie weiteren Kulturen der Bronzezeit und weiter noch Hallstatt- und Latènezeit. Aus dem 2. Jahrhundert n. Chr. stammt ein römischer Münzhort, der 1.067 silberne Denare enthielt und 1930 entdeckt wurde (Details siehe Burgus Szob). Eine slawische Siedlung bestand im 9. Jahrhundert.
Das heutige Dorf wurde zum ersten Mal 1156 als Visc schriftlich erwähnt (andere Quellen geben erst 1266 als Wysk an). 1256 kam der Ort direkt zum König Béla IV., der ihn 1296 einem gewissen János, Sohn von Csák, schenkte. Zwischen 1303 und 1312 bestand hier eine Burg, die einer Belagerung durch Truppen von Karl Robert von Anjou im Jahr 1312 widerstand. Das genaue Schicksal ist nicht bekannt, da sie bereits 1324 nicht mehr erwähnt wird. 1347 wurde der Ort durch Heirat zum Besitz des Schatzmeisters Miklós Kóny aus dem Geschlecht Kacsics. Neuzeitliche Besitzer stammten aus den Geschlechtern Koháry, Forgách, Esterházy und zuletzt Brauner.
1715 hatte die Ortschaft 39 Haushalte, 1720 eine Mühle und 53 Haushalte. 1828 zählte man 133 Häuser und 803 Einwohner, die in der Landwirtschaft, Obstbau und als Hirten beschäftigt waren.
Bis 1919 gehörte der im Komitat Hont liegende Ort zum Königreich Ungarn und kam danach zur Tschechoslowakei beziehungsweise heute Slowakei. Von 1938 bis 1945 war er auf Grund des Ersten Wiener Schiedsspruchs noch einmal Teil Ungarns.

## Bevölkerung
| Jahr                | 1994 | 2004    | 2014    | 2024    |
| ------------------- | ---- | ------- | ------- | ------- |
| Anzahl der Personen | 711  | 700     | 664     | 652     |
| Unterschied         |      | −1,54 % | −5,14 % | −1,80 % |

| Jahr                | 2023 | 2024    |
| ------------------- | ---- | ------- |
| Anzahl der Personen | 657  | 652     |
| Unterschied         |      | −0,76 % |

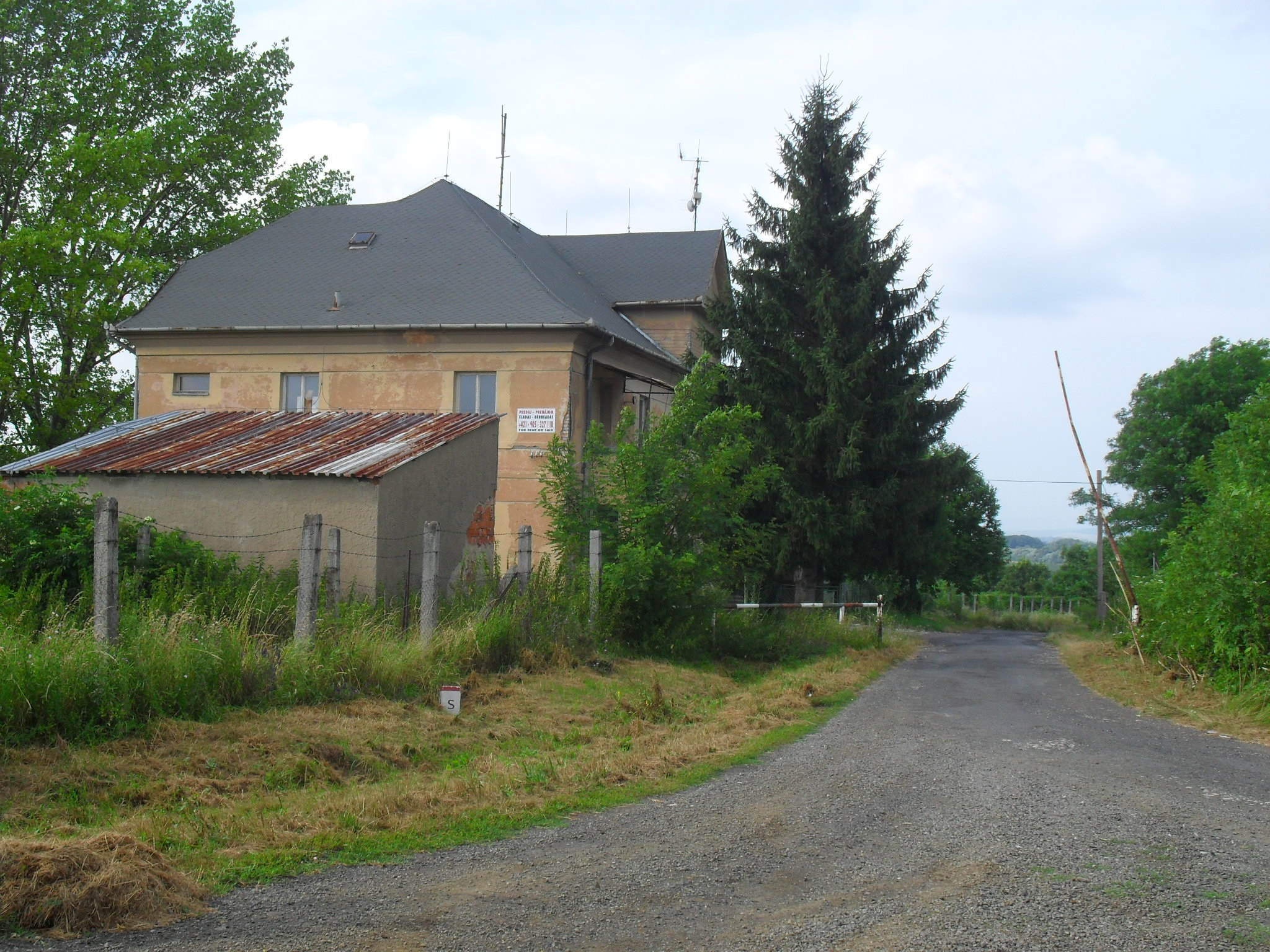
Haus an der Grenze Slowakei-Ungarn, von der ungarischen Seite gesehen

Gemäß der Volkszählung 2011 wohnten in Vyškovce nad Ipľom 666 Einwohner, davon 445 Magyaren, 167 Slowaken, 34 Roma, vier Tschechen und ein Jude; ein Einwohner gab eine andere Ethnie an. 14 Einwohner machten diesbezüglich keine Angabe. 592 Einwohner bekannten sich zur römisch-katholischen Kirche, zehn Einwohner zur reformierten Kirche, jeweils sieben Einwohner zu den Zeugen Jehovas sowie zur kongregationalistischen Kirche, drei Einwohner zur evangelischen Kirche A. B. und jeweils ein Einwohner zur altkatholischen Kirche sowie zur jüdischen Gemeinde; ein Einwohner bekannte sich zu einer anderen Konfession. 18 Einwohner waren konfessionslos und bei 26 Einwohnern wurde die Konfession nicht ermittelt.

## Bauwerke
- römisch-katholische Margarethenkirche im Barockstil aus dem Jahr 1798, gebaut an der Stelle einer gotischen Kirche
- größeres Koháry-Landschloss aus dem 17. Jahrhundert, im 19. Jahrhundert klassizistisch gestaltet
- kleineres Esterházy-Landschloss aus dem 19. Jahrhundert